# 小山春夫
小山 春夫（こやま はるお、1934年1月19日 - ）は、日本の漫画家。新潟県中頸城郡出身。

## 経歴
中学卒業後、家が農家であったことと、自分が長男であったことから、家を継ぎ3年間の百姓生活を始める。その傍ら、美術を通信教育で受ける。その頃、たまたま山川惣治の模写を東京の少年画報社に送ったところ、上京の誘いを受け、それから少年画報社を訪れ会社の2階に住み込んだ。18歳のときであった。少年画報社での仕事の傍ら、御茶ノ水の文化学院の夜学に通い、本来は2年で済むところを4年も通ったという。
1956年、21歳の時に『少年画報』（少年画報社）に掲載された『探偵若さま』でデビュー、1年間の連載となった。以後は、武内つなよし、桑田次郎、吉田竜夫（竜の子プロダクション）と漫画家のアシスタントを転々としていくうち、最も影響を受けることになる白土三平に出会う。白土の赤目プロには9年間在籍し、『カムイ外伝』『サスケ』などの作品の作画を手掛けた。その他、赤目プロ名義でオリジナル作品も発表した。
初期は貸本漫画や少年誌で活動していたが、1970年代からは青年誌に進出、活動の幅を広めていった。代表作に『甲賀忍法帖』など。また、『週刊少年サンデー』（小学館）に連載された『源とツグミ』は、高橋留美子に「少年サンデー史上最も心に残る作品」と絶賛された作品である。

## 主な作品
- 甲賀忍法帖（作：山田風太郎、東邦図書出版社、全3巻）※貸本。2016年にアップルBOXクリエートより復刻
- 疾風土蜘蛛党（一晃社、全1巻）※貸本。2004年にアップルBOXクリエートより復刻
- 無惨血笑鬼（一晃社、全1巻）※貸本。単行本『疾風土蜘蛛党』に収録
- 真田十勇士 猿飛サスケ（週刊少年キング、少年画報社、全1巻）※単行本は2002年にアップルBOXクリエートより発行
- 源とツグミ（作：李春子、週刊少年サンデー、小学館、全1巻）※単行本は2011年に発行
- 陽気蝮（作：梶原一騎、週刊現代、講談社、全1巻）
- 風炎記（漫画フレッシュ、双葉社）※単行本『忍び無惨伝』に収録
- 忍び無惨伝（週刊漫画TIMES、芳文社、全1巻）※単行本は2006年にアップルBOXクリエートより発行
- 瞽女歌殺法（作：森幸太郎、週刊漫画ゴラク増刊、日本文芸社、全1巻）
- 忍法太閤記（作：梶原一騎、週刊漫画ゴラク、日本文芸社）※梶原一騎の単行本『一騎名勝負劇場』に収録
- 不死鳥のはばたき（監修：内山光雄、近藤書店、全1巻）
- ある青春の物語（作：オストロフスキー、近藤書店、全1巻）
- 明日に生きる人に（作：大江遼介、近藤書店、全1巻）
- 誇りたかき詩（作：大江遼介、近藤書店、全1巻）
- 高安犬物語（作：戸川幸夫）※小学館入門百科シリーズ『名犬なんでも入門』に収録